# Kirishima

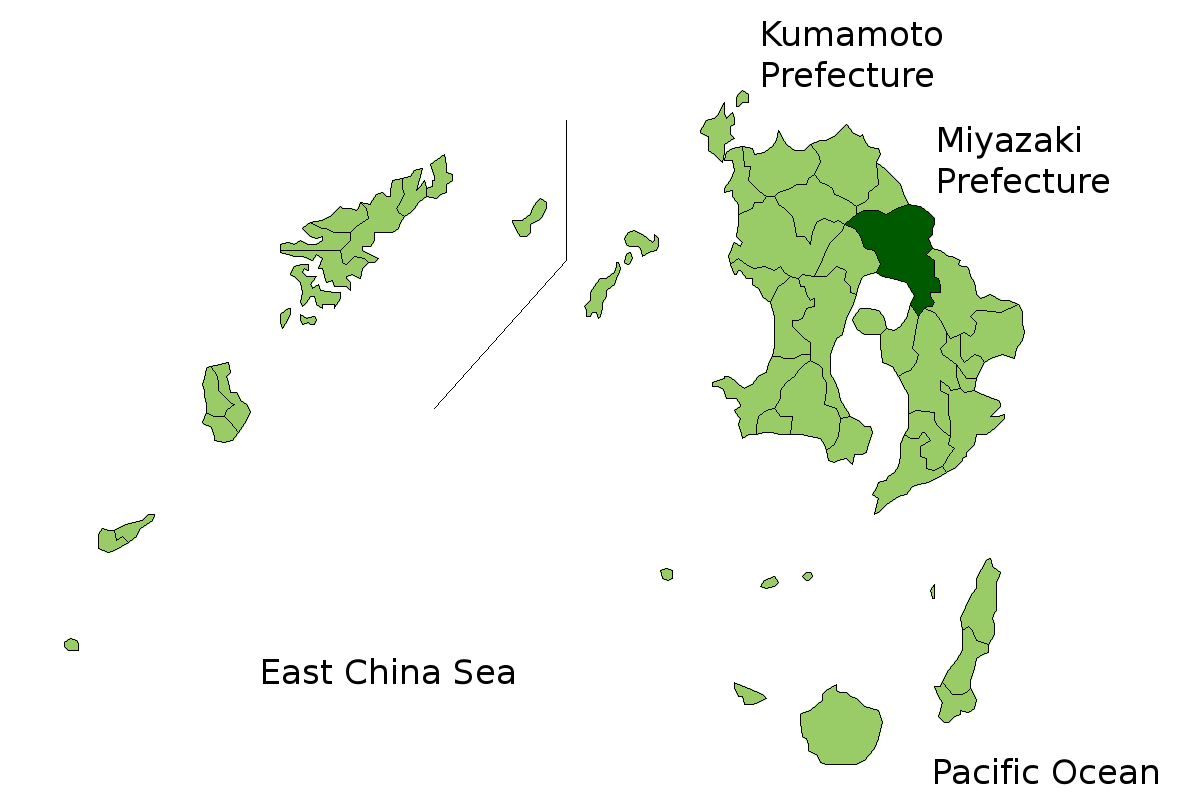

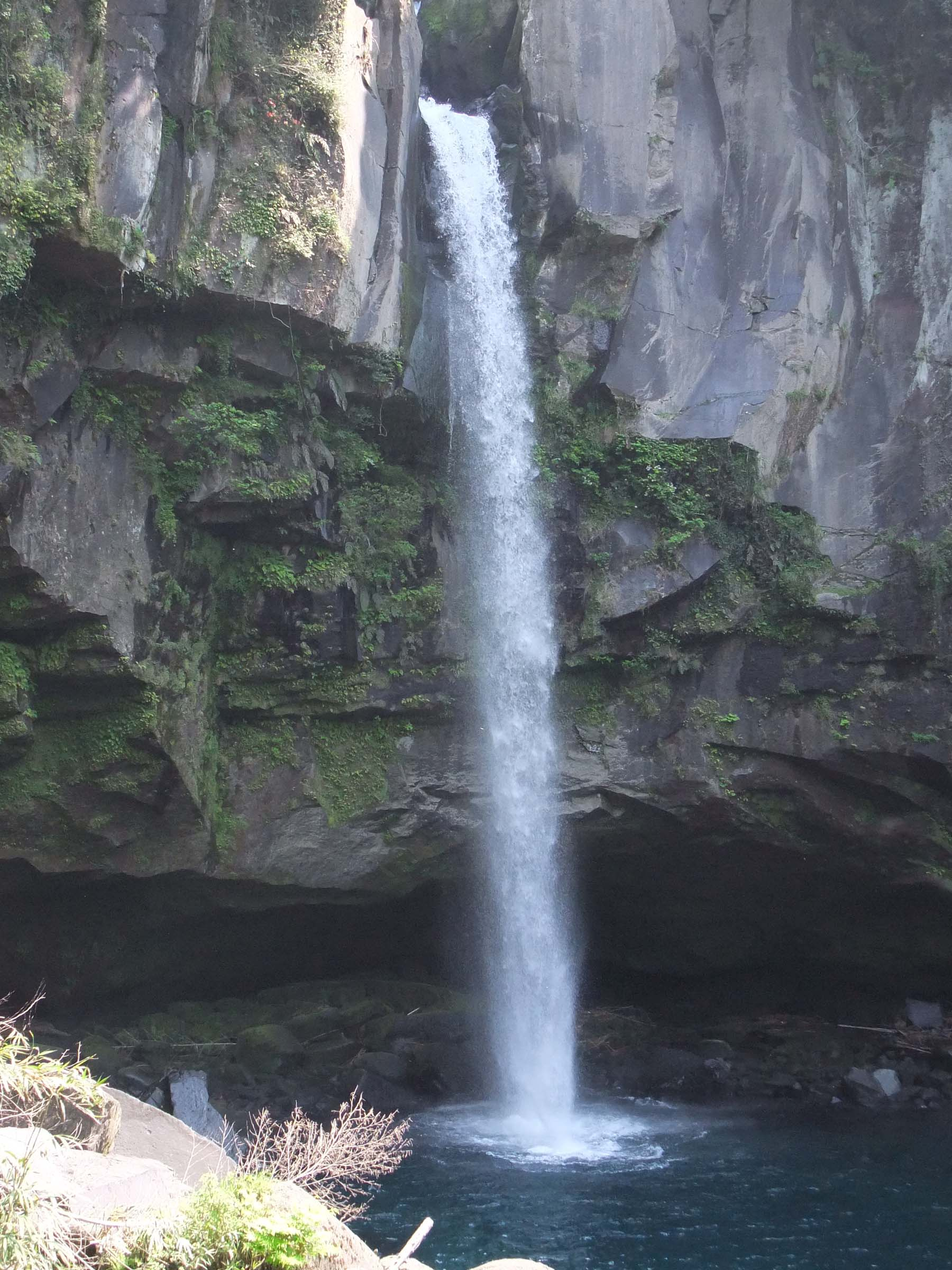
Cascada Inukai

Kirishima (霧島市 Kirishima-shi?) este un municipiu din Japonia, prefectura Kagoshima.